# Král Mor
Král Mor (v angličtině "King Pest") je krátká humorná / hororová povídka amerického spisovatele a literárního teoretika Edgara Allana Poea z roku 1835.

## Příběh
Povídka je uvedena citátem z tragédie Thomase Sackvilla (lorda Buckhursta) Ferrex a Perrex:
| „                                    | Co králům bozi prominou a strpí, to hnusí se jim v chátře ubohé. | “ |
| — Ferrex a Perrex - Thomas Sackville |                                                                  |   |

Jedné říjnové noci se dva námořníci ze škuneru Fanfarón ocitli v londýnské hospodě Rozverný lodník.
Jeden vysoký a hubený, kterého jeho druh případně zve Bidlem a druhý mladší Hugo řečený Vratiplachta - pravý opak svého přítele. Zakrslý, soudkovité tělo, křivé nohy a krátké silné paže. Finanční zdroje nejsou nevyčerpatelné a tak se oba druzi rozhodnou utéci z putyky bez placení. Pronásleduje je početná hospodská ekipa, v jejímž čele běží hospodská Rozverného lodníka.
Oba námořníci doběhnou k zátarasům oddělující zakázané čtvrti města. Vstup do těchto čtvrtí sužovaných morem je zapovězen králem pod trestem smrti. Tato hrozba však neodradí všelijaké zloděje, kteří se odváží vstoupit do úzkých špinavých uliček s vidinou snadného zisku. Bidlo s Hugem neváhají, přelézají zábrany a pádí dál.
Přiběhnou k domu, z něhož se ozývají divoké skřeky. Střízlivému člověku by jistě ztuhla krev v žilách, ale námořníci mají pro strach uděláno a jejich odvaha je navíc posílena nejednou skleničkou kořalky. Rozrazí tedy dveře a vtrhnou dovnitř.
Ve spoře osvětlené místnosti se baví vybraná společnost. Popíjí tu král Mor, královna Morana, Jeho Milost velkovévoda Morfém, Jeho Milost Vévoda Tumor, Jeho Milost vévoda Morous a arcivévodkyně Morbidia.
Bidlo požaduje vysvětlení, co za podivíny se nachází v této jizbě. Král Mor vyhoví jeho požadavku a představí sebe i své společníky. Zmíní též svou vládkyni Smrt. V ten moment projeví Hugo zvaný Vratiplachta značnou neuctivost, když si dovolí pojmenovat Smrt jako Slanou Zubatou. To už je příliš pro krále a za trest nařídí oběma druhům vypít po galonu rosolky. Bidlo ví, že už nesnese tolik alkoholu, ale Hugo je ochoten vypít i jeho podíl. Neodpustí si další narážku, čímž popudí celé shromáždění.
Vratiplachta je uchopen a vhozen do obrovského sudu piva. Bidlo neváhá dlouho, srazí krále Mora do otvoru padacích dveří, přibouchne je a skočí na stůl. Strhne ze stropu kostlivce, jenž sloužil jako lustr a vyrazí jím jednomu ze ctěných pánů mozek z hlavy. Pak se vrhne k sudu zachránit svého kamaráda a převrhne jej. Ve vzniklé pivní vlně se utopí muž s delirickým třasem a další, jehož oblečení tvoří rakev s otvory pro končetiny, se kamsi odplaví. Triumfující Bidlo popadne objemnou dámu kolem pasu a utíká směrem k lodi Fanfarón. Hugo Vratiplachta nezůstane pozadu, chytne arcivévodkyni Morbidii a maže za svým přítelem.

## Česká vydání
Česky vyšla povídka v následujících sbírkách nebo antologiích:
- Anděl pitvornosti (Argo, 2007)
- Edgar (Dryada, 2008)
- Jáma & kyvadlo a jiné fantastické příběhy (Nakladatelství XYZ, 2007)
- Jáma a kyvadlo a jiné povídky (Odeon 1975, 1978, 1987, 1988 a Levné knihy KMa 2002 [2])
- Na slovíčko s mumií: Grotesky a jiné směšné příběhy (Hynek s.r.o., 1999)[3]